# Dimitris Ioannou
Dimitris Ioannou (griechisch Δημήτρης Ιωάννου; * 8. Dezember 1968 in Limassol), auch in der Schreibweise Demetris Ioannou, ist ein ehemaliger zyprischer Fußballspieler auf der Position eines Innenverteidigers. Er war zuletzt für AE Paphos und die zyprische Fußballnationalmannschaft aktiv.

## Karriere

### Verein
Ioannou verbrachte seine gesamte Karriere in seiner zyprischen Heimat. Er begann seine Profilaufbahn 1990 in seiner Heimatstadt beim dort ansässigen Verein Apollon Limassol. Hier etablierte er sich schnell zum Stammspieler und gewann bereits in seiner Debütsaison die zyprische Meisterschaft. Ein Jahr später erfolgte mit den 1:0-Sieg über Omonia Nikosia im Finale des Cyprus Cup sein erster Pokaltitel. 1994, ein Jahr vor seinen Wechsel zum Ligakonkurrenten Anorthosis Famagusta, gewann er seine zweite Meisterschaft. Auch bei Anorthosis etablierte er sich schnell als Stammspieler und gewann, in seiner zweiten Saison für den neuen Verein, die Meisterschaft. Nur ein Jahr später folgte sein einziges Double der Karriere bestehend aus Meisterschaft und Pokalsieg. Bis 2001 gewann Ioannou noch zwei weitere Meisterschaftstitel, ehe er, aufgrund der abnehmenden Einsatzzeiten, innerhalb der Liga zum Hauptstadtclub Olympiakos Nikosia wechselte. Doch auch hier kam er nur zu 14 Einsätzen und platzierte sich mit der Mannschaft auf den 5. Tabellenrang. Nach nur einer Saison verließ er die Hauptstadt wieder und ließ seine Karriere bei AE Paphos in der gleichnamigen zyprischen Hafenstadt ausklingen.
Während Ioannou auf Nationaler Vereinsebene mehrere Titel gewinnen konnte, scheiterte er auf Internationaler Ebene oftmals schon in den ersten Qualifikationsrunden. Im Kader von Apollon bezwang die Mannschaft um Ioannou im Europapokal der Landesmeister 1991/92 die rumänische Auswahl von Universitatea Craiova (2:0 und 0:3), scheiterte aber in der zweiten Runde gegen den jugoslawischen Vertreter Roter Stern Belgrad (3:1 und 2:0). Auch bei Anorthosis scheiterte er u. a. an den Auswahlen der Glasgow Rangers (1:0 und 0:0) 1995, des Lierse SK (2:0 und 0:3) und Olympiakos Piräus (2:1 und 4:2), bereits in den ersten Runden der Qualifikation.

### Nationalmannschaft
Sein Debüt für die zyprische Fußballnationalmannschaft gab Ioannou am 27. Februar 1991 im Rahmen eines Freundschaftsspiels gegen die Auswahl von Griechenland (1:1). Er nahm an Qualifikationsspielen zur Fußball-Weltmeisterschaft (1994, 1998, 2002) und der Europameisterschaft (1992, 1996, 2000) teil, konnte jedoch keine nennenswerten Erfolge erzielen. Sein erstes Tor im Trikot der Nationalmannschaft erzielte er im Freundschaftsspiel gegen Malta am 7. Oktober 1992. Seine letzte Berufung in das Aufgebot der Zyprioten erfolgte, im Rahmen der Qualifikation zur Fußball-Weltmeisterschaft 2002 unter Trainer Stavros Papadopoulos, am 15. November 2000 gegen die Auswahl von Andorra (5:0). Insgesamt bestritt der Innenverteidiger 51 Länderspiele, in denen ihm 3 Tore gelangen.
Ioannou schrieb sich zweimal in das Geschichtsbuch des zypriotischen Fußballs ein: Zum einen war er Teil der Mannschaft, die im Zeitraum vom 7. September 1997 bis 5. September 1998 in 8 Spielen ohne Niederlage blieb und mit 3:2 den bis heute einzigen Sieg Zyperns gegen die Spanische Fußballnationalmannschaft errang. Zum anderen war neben Torhüter Nikos Panagiotou, Milenko Špoljarić und den Torjägern Yiannakis Okkas und Michalis Konstantinou am höchsten Sieg in der Geschichte der zyprischen Nationalmannschaft beteiligt.

### Trainer
Nach seiner aktiven Karriere als Fußballer war Ioannou zunächst als Assistenztrainer bei AE Paphos und kurze Zeit später in gleicher Position bei Ermis Aradippou. Er war bei verschiedenen zypriotischen Vereinen u. a. Aris Limassol, AEK Kouklia, Doxa Katokopia und Akritas Chlorakas, als Trainer aktiv. Diese Engagements hielten jedoch nur kurz und er konnte bisher keine nennenswerten Erfolge erzielen. Seit seiner letzten Trainerstelle bei Paphos FC, bis Mai 2017, ist er ohne Anstellung.

### Erfolge
Verein
- Zyprischer Meister: 1991, 1994, 1997, 1998, 1999, 2000
- Zyprischer Pokalsieger: 1992, 1998

### Privates
Seine beiden Söhne Michalis und Nikolas Ioannou sind ebenfalls Profifußballer. Während Michalis bisher nur in der heimatlichen Liga in Zypern aktiv war, spielte Nikolas bereits für namhafte Vereine Europas u. a. bei Aris Thessaloniki in Griechenland und Nottingham Forest in England. Nikolas waren zudem, wie sein Vater bereits vor ihm, Spieler der U-21 Zyperns.